# Cantón de Toulouse-10
El cantón de Toulouse-10 es una división administrativa francesa, situada en el departamento de Alto Garona y la región de Occitania.

## Composición
El cantón de Toulouse-10 incluye la parte de la ciudad formada por los barrios:
- Empalot
- Jules Julien
- Les Recollets
- Pouvourville
- Rangueil
- Saint-Agne
- Saint-Roc